# Activité massique
En physique nucléaire, l'activité massique d'une substance radioactive est son activité par unité de masse, et donc le nombre de désintégrations  par unité de temps et par unité de masse. Cette grandeur est également appelée activité spécifique. Elle s'exprime en becquerels par kilogramme (Bq/kg), unité du Système international (SI), voire en becquerels par gramme (Bq/g).
L'activité massique permet de mesurer la quantité de substance radioactive diluée dans un échantillon donné, à partir d'une mesure de l'activité constatée, à condition d'avoir au préalable identifié le radionucléide (l'isotope) concerné.

## Calcul et mesure
L'activité massique {\displaystyle A_{\mathrm {m} }} d'un radionucléide pur, exprimée en Bq/g, est directement reliée à la demi-vie {\displaystyle T_{1/2}} de l'isotope considéré, exprimée en secondes, par la formule suivante :
{\displaystyle A_{\mathrm {m} }={\frac {N_{\mathrm {A} }}{M}}\cdot {\frac {\ln {2}}{T_{1/2}}}}
où {\displaystyle N_{\mathrm {A} }} est la constante d'Avogadro (en mol−1), et {\displaystyle M} la masse molaire du radioisotope considéré (en g/mol).
Cette formule permet de retrouver l'activité spécifique, connaissant la demi-vie du radionucléide. En pratique, pour la détermination des constantes physiques, la mesure se fait dans l'autre sens : connaissant la masse m et l'activité A d'un échantillon, on peut déterminer directement son activité massique, et à partir de la masse molaire M, on peut ensuite calculer la demi-vie du radio-isotope :
{\displaystyle T_{1/2}=\ln {2}\,{\frac {N_{\mathrm {A} }}{A}}\cdot {\frac {m}{M}}}.
L'activité spécifique permet de calculer la masse d'un radionucléide présente dans un échantillon, connaissant son activité, à condition d'en avoir déterminé la nature :
{\displaystyle m={\frac {A}{A_{\mathrm {m} }}}}.

## Exemples

### Éléments chimiques radioactifs
Par exemple, pour le tritium:
- La demi-vie est de 12,32 ans, soit ~3,9 × 108 s ;
- La masse atomique est sensiblement de 3 g/mol (exactement 3,016 049 2 g/mol) ;
- La constante d'Avogadro vaut 6,022 140 76 × 1023 mol−1

L'activité massique du tritium est, par conséquent, 3,57 × 1014 Bq/g ou 357 TBq/g ou 3,57 × 1017 Bq/kg ou 357 PBq/kg.
Autres exemples :
- Iode 131 : 4,6 × 1015 Bq/g
- Radon 222 : 5,73 × 1015 Bq/g
- Césium 137 : 3,204 × 1012 Bq/g
- Plutonium 239 : 2,276 × 109 Bq/g
- Uranium 238 : 12 434 Bq/g

### Activité massique de la Terre
Un granite typique a une activité massique de l'ordre de 60 Bq/kg, due à la présence de traces d'uranium. L'uranium en équilibre avec ses descendants entraîne une activité globale de 174 Bq/mg. L'activité détectée dans le granite correspond donc à une concentration de 174 / 60 × 10−6, soit 3 grammes d'uranium par tonne de granite.
Dans un kilogramme de terre ou d'écorce terrestre, il y a en moyenne 40 Bq/kg d'uranium 238 et 40 Bq/kg de chacun de ses descendants, ce qui signifie que se désintègrent, à chaque seconde, 40 atomes d'uranium 238. Si la chaîne de désintégration est à l’équilibre; il y a aussi désintégration de 40 atomes de radium 226, 40 atomes de Radon 222, etc.

### Ordres de grandeur
| milli | - 0,000 1 Bq/g = Radioactivité naturelle de l’eau douce. → 0,1 Bq/L ; - 0,001 Bq/g = Limite des rejets liquides considérés comme « non contaminés » par l'Électricité de France (ÉdF). → 1 Bq/L ; - 0,01 Bq/g = Radioactivité naturelle de l’eau de mer : 12 Bq/kg (aussi certaines eaux minérales). → 12 Bq/L (principalement due au potassium 40) ; - 0,1 Bq/g = Radioactivité du corps humain (principalement due au potassium-40), de l'ordre de 130 Bq/kg ; seuil autorisé par les autorités sanitaires françaises | . |
| unité | - 1 Bq/g = Radioactivité naturelle typique des granites : 1 000 Bq/kg (due à la présence d’uranium, de l’ordre de 10 ppm). Limite inférieure des « déchets à très faible activité» pour l'ANDRA. Radioactivité typique du plâtre, de la brique, du béton. Radioactivité typique des terres : 500 à 5 000 Bq/kg[réf. nécessaire]. - 10 Bq/g = Limite de rejets liquides hospitaliers (décret d’octobre 1981). Radioactivité typique des engrais phosphatés : 5 000 Bq/kg. - 100 Bq/g = Radioactivité naturelle des sables de Guarapari – Radioactivité de cendres de charbon - Limite entre « déchets à très faible activité» et « déchets à faible activité» pour l'ANDRA - Limite réglementaire de la radioactivité imposant une déclaration d’activité pour des produits non naturels (décret du 20 juin 1966). Limite des « substances radioactives » pour le décret du 24 juin 1974. Limite supérieure des déchets à « Très Faible Activité » (déchets TFA) |   |
| kilo  | - 1 000 Bq/g = Limite réglementaire de la radioactivité des substances radioactives naturelles imposant une déclaration d’activité (décret du 20 juin 1966). - 10 000 Bq/g = Radioactivité d’un minerai d’uranium. 235U a une activité massique de 80 Bq/mg. L'uranium naturel chimiquement purifié (essentiellement composé de 238U en équilibre avec son descendant 234U) a une activité spécifique de l'ordre de 25 Bq/mg. - 100 000 Bq/g = Limite supérieure des déchets nucléaires à « faible activité» (déchets FA)[réf. nécessaire]. |   |
| méga  | - 1 000 000 Bq/g = 1 MBq/g = Limite supérieure des déchets nucléaires à « moyenne activité» (déchets MA). |   |
| giga  | - 1 GBq/g (109) = Activité spécifique du plutonium 239 : 2,3 GBq/g. |   |
| téra  | - 1 TBq/g (1012)= Ordre de grandeur de l'activité des colis de déchets vitrifiés « Haute Activité - Vie Longue » (HAVL) : Activité moyenne d'un colis de l'ordre de 1016 Bq, pour un poids de l'ordre de 100 kg, soit de l'ordre de 0,1 TBq/g. |   |
| péta  | - 1 PBq/g (1015) = Ordre de grandeur de l'activité massique des radionucléides à vie courte. |   |